# Jon Kuvlung
Jon Kuvlung († Dezember 1188 in Bergen) war ein norwegischer Heerkönig. Sein Vater war König Inge Krogrygg, nach einer anderen Version waren seine Eltern Peter und Astrid Steik aus Bergen. Er blieb unverheiratet. Seinen Namen „Kuvlung“ (Mönchskutte) erhielt er von den Birkebeinern, da er anfangs Mönch im Kloster Hovedøya gewesen war. Er gab sich als Sohn von König Inge Krogrygg aus. Nach der den Birkebeinern nahestehenden Sverres saga hieß er eigentlich Orm und war der Sohn von Peter og Astrid Steik von Bergen. Der Streit über dessen Abstammung ist für die Propaganda der späten Bürgerkriegszeit typisch.
Im Herbst 1185, also ein Jahr nach dem Tod König Magnus Erlingssons Tod erhob sich in Viken eine Gruppe Aufständischer aus den früheren Anhängern des Königs Magnus und erklärten Jon Kuvlung zum Thronanwärter. Die führenden Persönlichkeiten waren Leute aus Vestlandet unter ihrem Anführer, dem Lehnsmann Simon Kåresson, dem Vater des späteren Baglerkönigs Philipp Simonsson. Jon wurde auf dem Haugating bei Tønsberg zum König ausgerufen. Um ihn scharten sich viele Männer aus Viken, die Kuvlunge genannt wurden. Er verschaffte sich Schiffe und unterwarf sich die Küstenregion bis Bergen, wo er überwinterte. 1186 wandte er sich nach Viken zurück, wo er die Anhänger König Sverres vertreiben konnte.
Auch in anderen Landesteilen bereiteten die Kuvlunge König Sverre Schwierigkeiten, obgleich sie sich dort nirgends festsetzen konnten. Im Herbst 1186 überraschten sie König Sverre mit seinen Birkebeinern in Trondheim, wo sie die Flotte Sverres eroberten, bevor diese zum Überwintern nach Bergen auslaufen konnte. Im Frühjahr zog Jon aufs Neue nach Trondheim, wagte aber keine offene Feldschlacht gegen Sverre zu Lande. Als er sich im Sommer erneut nach Bergen aufmachte, wurde seine Flotte bei Stad von einem Sturm zerstreut. In diesem Moment kam Sverre von Norden mit einer großen Streitmacht, und Jon musste sich nach Viken zurückziehen. Als Sverre im Sommer 1188 mit einer überlegenen Streitmacht nach Osten zog, nahmen die Kuvlunge den Landweg von Tønsberg nach Trondheim, das sie einschließlich der Festung Sverresborg einnahmen. Im Spätherbst 1188 fuhren sie südwärts nach Bergen, raubten und plünderten unterwegs und verlangten von den Einwohnern Bergens hohe Abgaben. Kurz vor Weihnachten wurden sie auf dem Weg zurück nach Viken von Sverre und den Birkebeinern noch bei Bergen überrascht. Als Jon aus Vågen gegen den Feind ruderte, verließen ihn seine Truppen. Er lief auf eine Schäre auf und wurde von den Birkebeinern getötet. Das war das Ende des Kuvlunge-Aufstandes.
Der Aufstand von Jon Kuvlung zeigte, dass die Adligen um den ehemaligen König Magnus über starke Kräfte verfügten, was sich in den späteren Baglerkriegen bemerkbar machte.